# チンチャロ
チンチャロ(Cincalok)は、マレーシアのムラカ州が発祥のマレー料理の調味料である。マレー人、プラナカン、クリスタン人が食べる。起源は、ムラカ州のポルトガルからの占領時代に遡る。udang geragauと呼ばれる発酵した小エビやオキアミから作る。味はかなり塩気が強く、通常、唐辛子、エシャロット、ライム果汁とともに提供される。リチャード・オラフ・ウィンステッドは、著書"The Circumstances of Malay Life - 1909"の中で、マレーシアの"Cencaluk"について記載した。このエビは、パンタイ・クレビン、リンボンガン、タンジュン・クリンやその他の沿岸地域で季節的に漁獲できる。
現在は、ムラカ州のいくつかの地域にチンチャロを製造する企業が設立されている。州政府はスンガイ・ウダン地区をチンチャロの生産地に指定しようと計画した。
インドネシアのリアウ州や西カリマンタン州にも広がっている。フィリピンのbagoong alamangやタイのkhoei chaluに類似している。

## 作り方
チンチャロの製造には、何段階かの過程を必要とする。新鮮な小エビを等量の食塩及びコメと合わせる。完全に混ざったら密閉容器に移し、3日間発酵させる。食味を向上させるために、コメの割合を多くするメーカーもある。
密閉させたガラス容器内で発行させると内部の圧力が上がるため、市販のチンチャロの加圧容器を開ける際に注意が必要である。